# Contes à trembler debout
 (septembre 2023).
Si vous disposez d'ouvrages ou d'articles de référence ou si vous connaissez des sites web de qualité traitant du thème abordé ici, merci de compléter l'article en donnant les références utiles à sa vérifiabilité et en les liant à la section « Notes et références ».
Contes à trembler debout est une émission de télévision proposée par Christophe Izard et diffusée à partir de septembre 1980 sur la chaîne TF1 dans le cadre de l'émission pour enfants Les Visiteurs du mercredi. François Chaumette y raconte un conte fantastique. Anne Hofer et Nadine Forster ont respectivement conçu les décors et les illustrations. L'auteur ou les auteurs ne sont pas crédités au générique.

## Liste des épisodes proposés par l'Ina au 8/10/2023
| Paulus et le secret du château de la mort lente | 24/09/1980 |
| La vengeance du bateau fantôme                  | 22/10/1980 |
| Le monstre du Rhône                             | 26/11/1980 |
| Le village englouti                             | 28/01/1981 |
| Le cavalier qui venait de la mer                | 25/03/1981 |
| La comtesse des Carpates                        | 23/09/1981 |
| Le terrible lézard                              | 09/12/1981 |
| Le phare du solitaire                           | 27/01/1982 |